# Mount Reeves
Mount Reeves är ett berg i Antarktis. Det ligger i Västantarktis. Argentina, Chile och Storbritannien gör anspråk på området. Toppen på Mount Reeves är 1 920 meter över havet. Reeves ingår i Princess Royal Range.
Terrängen runt Mount Reeves är bergig norrut, men söderut är den kuperad. Trakten är obefolkad. Det finns inga samhällen i närheten.